# Sládkovičovská duna
Sládkovičovská duna je přírodní rezervace v katastrálním území města Sládkovičovo v okrese Galanta v Trnavském kraji na Slovensku. Území bylo vyhlášeno v roce 1982 a jeho rozloha je 1,1 hektaru. Předmětem ochrany jsou zbytky pískomilné vegetace na nejsevernějším písečném přesypu v Podunajské rovině.